# Avenue Clemenceau (Colmar)
Pour les articles homonymes, voir Avenue Clemenceau.
L'avenue Clemenceau, est une voie de circulation de la ville de Colmar, en France.

## Situation et accès
Cette voie de circulation, d'une longueur de 545 m, se trouve majoritairement dans le quartier sud.
On y accède par les avenues Raymond-Poincaré, Joffre, Foch, de Fribourg, la route de Bâle, les rues des Américains, de la Concorde, Franklin Roosevelt et Serpentine.
Bus de la TRACE, lignes    4    22   23 , arrêt Clemenceau.

## Origine du nom
Elle doit son nom à l'homme d'État Georges Clemenceau (1841-1929).

## Bâtiments remarquables et lieux de mémoire
Dans cette rue se trouvent des édifices remarquables[Lesquels ?].

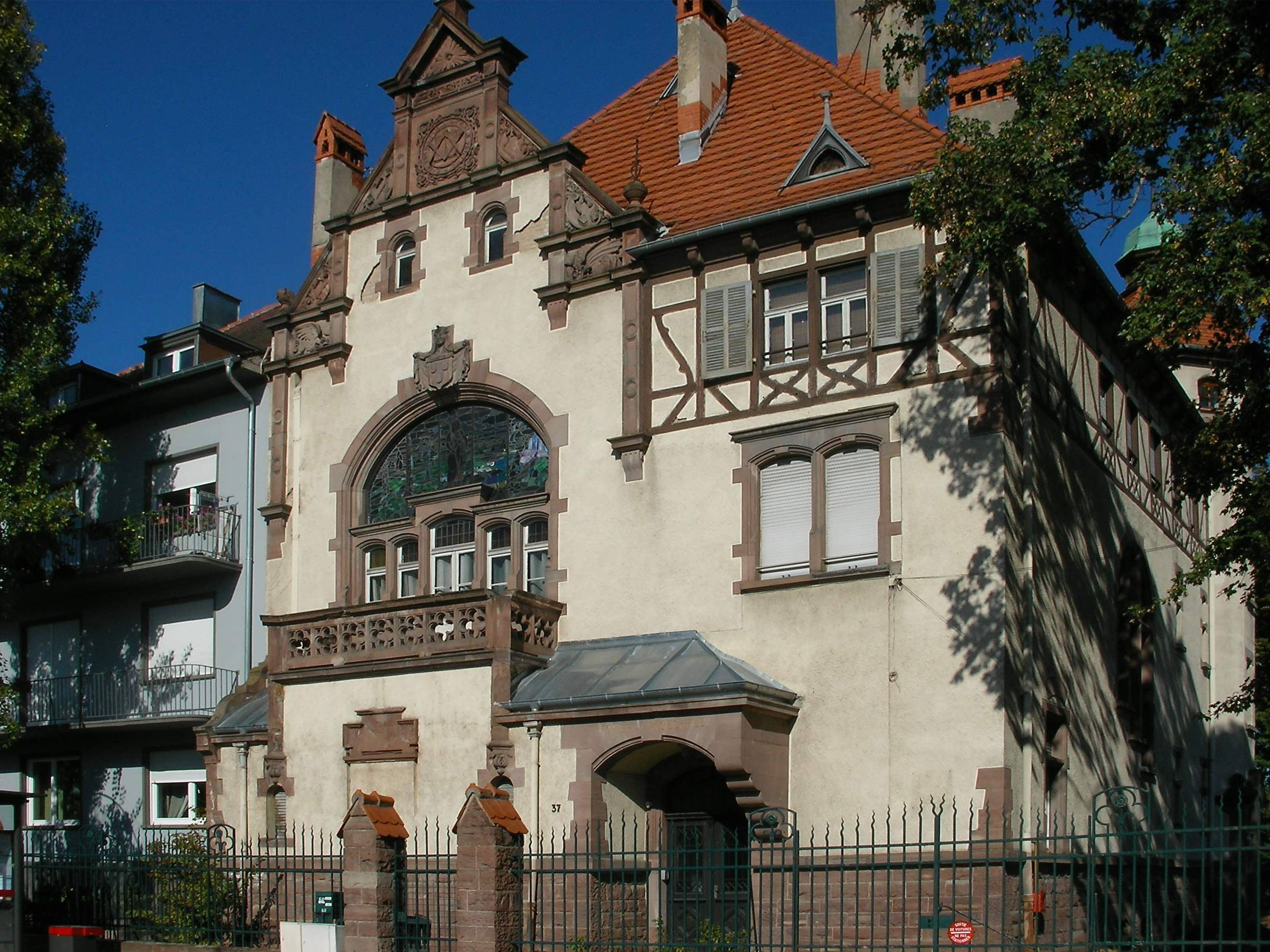
Temple maçonnique (1906[3]) au no 37 Inscrit MH (2007)